# Hook echo

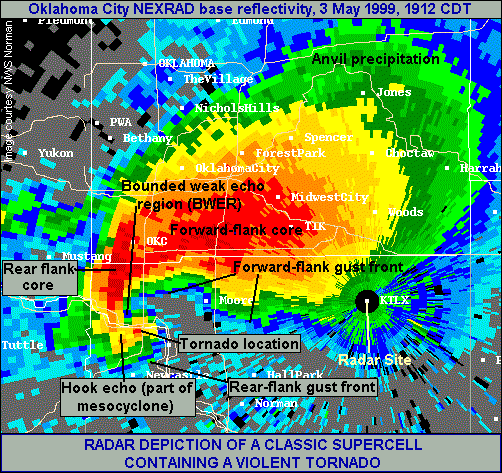
En radarbild som visar ett hook echo.

Hook echo är en krokformad signatur på en väderradarbild som indikerar att en tromb har bildats eller håller på att bildas. Den uppstår i en supercell när regn, hagel eller bråte omger åskvädret. När ett hook echo bildas på en radarbild, kan National Weather Service utfärda en trombvarning.